# Forteresse de Jagat
La forteresse de Jagat (en serbe cyrillique : Тврђава Јагат ; en serbe latin : Tvrđava Jagat) est située à Crnuzi, dans la municipalité de Priboj et dans le district de Zlatibor, en Serbie. Elle est inscrite sur la liste des monuments culturels protégés de la république de Serbie (identifiant no SK 672).

## Situation
Les ruines de la forteresse de Jagat s'élèvent sur la colline de Grad, une partie des monts Mali Bić, à environ 926 m d'altitude, au-dessus de Priboj et de la rivière Lim.

## Histoire
Jagat est l'une des neuf forteresses médiévales de la vallée du Lim et elle a été construite pour contrôler la route traversant la vallée et pour offrir une protection directe au monastère de Banja situé à proximité, tout comme au monastère voisin de Mažići. On ne sait pas précisément quand la forteresse a été construite mais elle n'apparaît dans les sources qu'au milieu du XVe siècle ; au cours de son histoire, elle a porté les noms de Bišćanski grad, Zaklon Bišćanski et Pribon.
Jagat était située à la limite des terres serbes de la Raška (Rascie) et du banat de Bosnie. Après le traité de Deževo en 1282, lorsque le roi Dragutin a cédé le trône à son frère cadet Milutin, cette forteresse appartenait au territoire qui restait sous la domination du roi Dragutin et elle s'est alors trouvée à la frontière des pays gouvernés par les deux frères. Dans la seconde moitié du XIVe siècle, Jagat faisait partie du territoire dirigé par la dynastie Vojinović ; après l'effondrement de l'Empire serbe et la chute des Vojinović, vers 1373, la forteresse est tombée au pouvoir du ban de Bosnie Stefan Tvrtko Ier Kotromanić et a fait partie du royaume de Bosnie.
Dans l'État bosniaque, Jagat était placée sous la domination de la noble famille Pavlović. En revanche, en 1418, elle a été conquise par le chef militaire ottoman d'origine serbe İshak Bey. Plus tard, la forteresse est mentionnée dans une charte du roi Frédéric III en 1448 ; en 1463, dans un récit de voyage, Priboj est mentionné comme faisant partie de la nahija de Dobrun, et, une seconde fois en 1485, comme siège de la nahija. Des informations plus complètes sur Priboj, en tant que ville, ont été fournies par Benedikt Kuripešić, un voyageur et écrivain slovène qui y est passé en 1530, et par le voyageur ottoman Evliya Çelebi qui y a séjourné en 1662 (ou 1642, selon une source turque) ; Çelebi précise que sur le mont Dub subsistent les vestiges d'une forteresse quadrangulaire appartenant aux rois serbes, habitée par des bergers.
La forteresse est restée en ruines jusqu'en 1688, lorsque les Turcs l'ont reconstruite et l'ont occupée militairement. Pendant la Grande Guerre de Vienne (1683-1699), les Autrichiens en marche vers le Kosovo s'en sont emparé. Après la conclusion de la paix entre Ottomans et Autrichiens, la frontière s'est éloignée de Priboj et Jagat n'avait plus aucun rôle défensif.
En 1806, au moment du Premier soulèvement serbe contre les Ottomans, les insurgés entrent dans la vallée de Lim et occupent la forteresse ; mais le commandant de l'Herzégovine, Sulejman Pacha Skopljak amène des renforts pour défendre la route de Carigrad qui passe par Priboj. Après avoir subi des défaites à Zlatibor et surtout à Suvodol, Skopljak n'est plus en mesure de défendre le Polimlje inférieur ; les insurgés reprennent Jagat. En revanche, ils doivent bientôt la quitter pour venir en renfort sur le champ de bataille oriental vers Deligrad.
Les Turcs sont à nouveau maîtres de Jagat et commencent à la reconstruire ; en 1826, la garnison de la forteresse se composait de 150 soldats turcs. Avec le déclenchement du soulèvement de la Bosnie (1831-1832) contre le sultan Mahmoud II, l'armée rebelle bosniaque traverse le Polimlje et marche sur les troupes du sultan au Kosovo. En cours de routes, les rebelles s'emparent des forteresses occupées par l'armée turque ; l'armée de Husein Gradaščević prend Jagat en 1832, tuant 200 soldats turcs, s'emparant de deux canons et incendiant et détruisant complètement la forteresse. La forteresse a alors été abandonnée et est tombée en ruines.

## Description
La forteresse se compose de deux parties. Dans la citadelle basse se trouvent une tour d'observation qui a été fouillée par les archéologique et un mur défensif. Dans la ville haute se trouvent les vestiges d'une tour de commandement carrée dans laquelle étaient logés les officiers et l'administration de la forteresse.
Jagat a essentiellement la forme d'un triangle ; les remparts existants mesurent entre 1,5 m et 3,5 m de haut et font jusqu'à 1,2 m d'épaisseur sur plus de 90 m de long. Du côté de la tour donjon la plus solide, l'épaisseur des murs est de 2,8 m ; la deuxième tour est de forme circulaire.
Dans la ville haute, au-dessus de 920 m d'altitude, se trouvent trois puits et de l'eau potable y a été découverte ; cette eau provient du mont voisin Veliki Bić qui s'élève à environ 1 300 m (à environ 1300 m d'altitude), au sommet il y a un marécage et un petit lac formé par la fonte des neiges. Deux grottes pouvaient également servir d'abri.

## Découvertes archéologiques
Les équipes archéologiques ont mis au jour des poteries remontant à l'Âge du fer, plus précisément du VIIIe siècle av. J.-C. ; au pied de la forteresse a été découvert un cimetière médiéval conservant quelques stećci (stèles funéraires).